# Структура (язык Си)
В языке Си, структура (struct) — композитный тип данных, инкапсулирующий без сокрытия набор значений различных типов. Порядок размещения значений в памяти задаётся при определении типа и сохраняется на протяжении времени жизни объектов, что даёт возможность косвенного доступа (например, через указатели).
Пример объявления структуры:
```
struct
 
str_name

{

	
int
	
member_1
;

	
float
	
member_2
;

	
char
	
member_3
[
256
];

	
/* ... */

};

// объявление структуры

struct
 
str_name
 
struct0
;

// объявление и инициализация структуры

struct
 
str_name
 
struct1
 
=
 
{
1
,
 
3.1415f
,
 
"doit"
 
/* ... */
};

// объявление структуры и поимённая инициализация полей

// поддерживается стандартом, начиная с C99

struct
 
str_name
 
struct2
 
=
 
{.
member_1
=
2
,
 
.
member_2
=
3.1415f
,
 
.
member_3
=
"doit"
 
/* ... */
};

```

Тип «структура» в Си допускает рекурсию, то есть наличие в своём составе указателей, ссылающихся на объекты этой самой структуры. Таким образом, структуры в Си объединяют в себе функциональность не только кортежей и записей, но и алгебраических типов.

Для лёгкого представления говорят, что структура — это класс, у которого все поля по умолчанию public.
В C++ понятие структуры было расширено до класса, то есть была добавлена возможность включения в структуру функций-методов. Главное отличие состоит в том, что в соответствии с «правилом трёх» структуры всегда имеют конструктор, даже если явное его определение в исходном коде отсутствует. Таким образом, говорить о «структурах в C++» некорректно. То же относится к C#.
В языке Go используются структуры, по функциональности приближенные к классам (к структуре можно привязать методы), хотя и отсутствуют некоторые принципы ООП (например, наследование)